# カロリーナ・コストナー
カロリーナ・コストナー（伊/独: Carolina Kostner, 1987年2月8日 - ）は、イタリアのフィギュアスケート選手（女子シングル）。
2014年ソチオリンピック銅メダリスト。2012年世界選手権優勝、2011年GPファイナル優勝。2006年トリノオリンピック・2010年バンクーバーオリンピック・2018年平昌オリンピックイタリア代表（冬季五輪4大会連続出場）、欧州選手権通算5回優勝など。

## 人物
ラディン語（母語）、イタリア語（国の公用語）、ドイツ語（州の公用語）、英語、フランス語を話す。トリノ五輪開会式ではイタリア選手団の旗手を務めた。フィアンメ・アズール（刑務警察スポーツ隊）所属。2002年ソルトレークシティオリンピックで同じくイタリア選手団の旗手を務めアルペンスキー種目で銀メダルを獲得したイゾルデ・コストナーは従姉にあたる。ここでは日本語メディアに多い表記を使用しているが、母語ラディン語やイタリア語での読みに近いカロリーナ・コストネルと表記する場合もある。
イタリアにおける意識調査で『好きな女子スポーツ選手』 で1位になった。同国の人気アニメーション作品「Winx Club」をアイスショー化した"Winx on Ice"に主演しヨーロッパツアーを行っているほか、関連商品 も発売されるなど子供からの人気が高い。また他にも多数のTVCMや、衣装提供スポンサーだったロベルト・カバリの広告、ファッションショーにも出演した。2010年にトリノ大学を卒業（専攻は美術史）。
かつて2009-2010シーズン迄は好不調の波が激しく、期待されながらも不本意な結果に終わることがしばしば有った。だが2010-2011シーズン以降は各大会で好成績を挙げるようになり、表彰台の常連者となった。
サッカーはユヴェントスFCのファンである。

## スケート技術
長い手足を活かした表現力と、男子並みのスピード感があるスケーティングが持ち味。
スケーティングスキル、伸びやかさ、ダイナミックさなどは世界のトップレベルとされている。
アクセルを除いた5種類の3回転ジャンプを今まで競技会で用いている。2017-2018シーズンは、SPでは連続3回転ジャンプとしては最低難度の3T+3T、FSでは連続3回転ジャンプ無しという低難度の構成で唯一GPシリーズで表彰台に立っている。ジャンプの回転は時計回りとなっている。
2007年NHK杯において女子ではISU公式競技会史上初となるステップシークエンスのレベル4を獲得し、その後もたびたびレベル4を獲得している。

## 経歴

### 2005年世界選手権3位

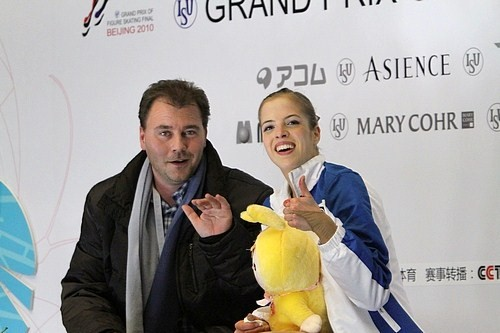
コーチのミヒャエル・フースと

ボルツァーノ自治県のオルティゼーイ（第一次世界大戦まではオーストリア＝ハンガリー帝国領）生まれ。アイスホッケー監督の父とフィギュアスケート選手の母を持ち、4歳からスケートを始めた。12歳の時にホームリンクが閉鎖され、オーベルストドルフに練習拠点を移す。早くから頭角を現し、2001年には14歳でイタリアジュニア選手権優勝。直後､ドイツのスポーツ専門学校に留学して、旧東ドイツ出身のミヒャエル・フースに師事した。
2002-2003シーズンにはジュニアグランプリファイナルで2位、シニアの欧州選手権では4位に入った。翌2003-2004シーズンからはシニアの大会に出場を続け、2005年世界選手権では難易度の高い3回転フリップ＋3回転トウループ＋2回転ループのコンビネーションジャンプをハイスピードで美しく決め、イタリア女子シングル27年振りのメダルとなる銅メダルを獲得した。

### 2006年トリノ五輪出場・9位
2006年2月のトリノオリンピックでは、開会式でイタリア選手団の旗手を務めた。開催国の選手として注目されたが、SP・FS共にジャンプの転倒や細かなミスが響いて、結果9位に留まった。同年3月の世界選手権でも12位に終わる。2007年イタリア選手権はインフルエンザのため棄権した。
2007年1月の欧州選手権ではFSで逆転して優勝を飾った。同年3月の世界選手権のSPでは、難度の高い3回転フリップ＋3回転トウループのコンビネーションジャンプをクリーンに決め、3位スタート。しかしFSでは、ジャンプ転倒などのミスが目立って、総合6位入賞に留まった。

### 2008年世界選手権2位
2007-2008シーズン、ネーベルホルン杯で優勝、フィンランディア杯では3位となった。グランプリシリーズ初戦の中国杯では、SPでトップに立つも、FSではミスが目立ち総合3位となった。第2戦のNHK杯でグランプリシリーズ初優勝。地元イタリアで開催されたグランプリファイナルに初出場、自己最高得点で3位となった。2008年1月の欧州選手権では連覇を果たす。
同年3月の世界選手権では、SPは3回転＋3回転のコンビネーションジャンプなどを完璧に決めて自己最高得点を更新とはいかなかったが、首位発進となった。FSでは、ジャンプの細かいミスが重なり、念願の世界選手権優勝は逃したが、自己最高の2位に入賞し銀メダルを獲得、3年ぶりの世界選手権メダリストとなった。

### バンクーバー五輪出場・16位
2010年1月の欧州選手権では、SPとFSでともに1位となり、2年ぶり3度目の総合優勝を果たした。同年2月のバンクーバーオリンピックではSPは7位だったものの、FSでの度重なるジャンプ転倒が響き、結局16位に終わった。続く同年3月、地元トリノで行われた世界選手権では、FSではほぼノーミスの演技を披露。ジャンプの回転不足を取られた事も有り得点が伸びず6位入賞に留まったが、観客からスタンディングオベーションを受けた。メディア、氷上競技連盟等からの厳しい批判を受け、精神的に厳しい日々を送っていたこともあり、盛大な声援を送ってくれた観客に対し感謝の意を述べた。
2010-2011シーズン、NHK杯で自身2度目の優勝を果たした。欧州選手権ではSPで6位と出遅れたが、FSで1位、総合で2位となり、6年連続で表彰台に立った。世界選手権ではSPで転倒のミスがあったものの、FSで3回転ループが1回転になった以外はほぼ完璧な演技を披露し、FSの自己ベストを更新させ、総合で3位となり3年ぶりに世界選手権でのメダル獲得となった。

### 2012年世界選手権初優勝
2011-2012シーズンのグランプリシリーズは、ルール改正により前年度の世界選手権上位6人に与えられる権利を活かし、3大会にエントリー。前年に左ひざを痛めて以来、プログラムからルッツジャンプを抜いた構成だが、安定した演技でスケートアメリカは2位、中国杯で優勝、エリック・ボンパール杯でも2位となり、グランプリファイナルでは総合点で自己ベストをマーク、初優勝を飾った。続く欧州選手権でも優勝。10度目となる世界選手権でSPは3位発進だったが、FSではほぼノーミスの演技を披露して1位に。FS・合計点で自己ベストをそれぞれ更新、世界選手権で悲願の初優勝を果たし、イタリア人初の世界女王となった。
2012年7月6日、引退の可能性を示唆したが、7月12日に2014年ソチオリンピックまで現役続行と発表し、2012年12月にゴールデンスピンで国際大会に復帰した。欧州選手権では5度目の優勝。2006年から8年連続でメダルを獲得しており、女子シングルでは最多記録となる。世界選手権では2位で3年連続でメダルを獲得した。

### 2014年ソチ五輪出場・団体戦4位入賞、個人戦銅メダル獲得
2013-2014シーズン、中国杯で3位、ロステレコム杯では2位。イタリア選手権はコンディション不良のために欠場。欧州選手権は、SP・FS両方のプログラムを急遽変更の上出場して総合3位だった。
ソチオリンピック団体戦ではSPで2位だったが、イタリア代表としては総合4位入賞と表彰台には届かなかった。女子シングル個人戦ではSP（3位）・FS（4位）の両方で自己ベストを更新、総合3位入賞を果たし念願だった冬季五輪の銅メダルを獲得。イタリア代表としては2002年・ソルトレイクシティオリンピックのアイスダンスでバーバラ・フーザル＝ポリ/マウリツィオ・マルガリオ組が3位に入って以来、3大会ぶり2組目のイタリアの冬季五輪メダリストとなった。ローリーニコル振付のフリープログラム「ボレロ」は非常に高く評価され、PCSでは10点満点を出すジャッジもいた。
12年連続12回目の出場となった世界選手権では、SPで自己ベストをマークし2位に。FSではジャンプミスが響いて総合3位に終わったが、自身4年連続で通算6個目のメダルを獲得した。6月19日、2014-2015シーズンの試合を欠場することを発表した。
2014年11月28日、イタリアオリンピック委員会のドーピング検査員により、2012年当時の恋人である北京オリンピック競歩金メダリストのアレックス・シュバーツァーに対するドーピング検査回避を幇助したことにより4年3ヶ月の出場停止処分が要求された。2015年1月16日に、イタリアオリンピック委員会により1年4ヶ月の出場停止処分を課された。2015年10月5日、スポーツ仲裁裁判所により5ヶ月の処分延長が発表されたが、同時に処分の開始が2014年4月1日に改められたため、2016年1月1日より試合への参加が可能となる。
2016-2017シーズン、ISUチャレンジャーシリーズゴールデンスピン杯で競技会復帰。
復帰初戦のCSゴールデンスピン杯では、196.23という高いスコアでいきなり優勝した。ヨーロッパ選手権ではジャンプに乱れがあったが、持ち前の表現力で高い評価を受け、マリアソツコワを破り3位に入り、ロシア勢3年連続表彰台独占を阻止した。2年ぶり13回目の世界選手権では、SP8位からFS5位のスコアで総合6位と巻き返し、オリンピック出場枠「2」を確保した。

### 2018年平昌五輪出場・団体戦4位入賞、個人戦5位入賞
2017-2018シーズン、4大会連続の五輪出場となる平昌オリンピック団体戦では前回と同様SPで2位につけるも、イタリア代表としては2大会続けて総合4位入賞に留まった。女子シングル個人戦ではSP6位・FS5位の総合5位入賞、メダル獲得は逃したものの2大会連続の五輪入賞を達成した。
平昌五輪から1か月後、自身2年連続通算14回目の出場・地元イタリアのミラノで開催された世界選手権では、SPで自己ベストを更新し首位発進。6年ぶりの世界選手権優勝も期待されたが、FSではジャンプの失敗が続いて総合4位に下がり、4年振りの世界選手権表彰台は惜しくも成らなかった。

## 主な戦績

### 2003-2004シーズン以降
| 大会/年              | 2003-04 | 2004-05 | 2005-06 | 2006-07 | 2007-08 | 2008-09 | 2009-10 | 2010-11 | 2011-12 | 2012-13 | 2013-14 | 2016-17 | 2017-18 |
| -------------------- | ------- | ------- | ------- | ------- | ------- | ------- | ------- | ------- | ------- | ------- | ------- | ------- | ------- |
| 冬季オリンピック     |         |         | 9       |         |         |         | 16      |         |         |         | 3       |         | 5       |
| 世界選手権           | 5       | 3       | 12      | 6       | 2       | 12      | 6       | 3       | 1       | 2       | 3       | 6       | 4       |
| 欧州選手権           | 5       | 7       | 3       | 1       | 1       | 2       | 1       | 2       | 1       | 1       | 3       | 3       | 3       |
| 世界国別対抗戦       |         |         |         |         |         |         |         |         | T6 / P2 |         |         |         |         |
| イタリア選手権       | 2       | 1       | 1       | 1       |         | 1       | 2       | 1       |         | 1       |         | 1       | 1       |
| GPファイナル         |         |         |         |         | 3       | 3       |         | 2       | 1       |         |         |         | 4       |
| GPロシア杯           | 2       | 7       |         |         |         | 1       |         |         |         |         | 2       |         | 2       |
| GP中国杯             |         |         |         |         | 3       |         | 6       |         | 1       |         | 3       |         |         |
| GPスケートアメリカ   | 9       |         |         |         |         |         |         | 3       | 2       |         |         |         |         |
| GPエリック杯         |         | 2       |         |         |         |         | 6       |         | 2       |         |         |         |         |
| GPNHK杯              |         |         | 6       |         | 1       |         |         | 1       |         |         |         |         | 2       |
| GPスケートカナダ     |         | 5       | 7       |         |         | 4       |         |         |         |         |         |         |         |
| CSロンバルディア杯   |         |         |         |         |         |         |         |         |         |         |         |         | 3       |
| CSゴールデンスピン   |         |         |         |         |         |         |         |         |         | 1       |         | 1       |         |
| CSフィンランディア杯 | 4       |         |         |         | 3       |         |         |         |         |         |         |         | 2       |
| チャレンジカップ     |         |         |         |         |         |         |         |         | 1       | 1       |         |         |         |
| ガルデナスプリング杯 |         |         |         |         |         |         |         | 1       |         |         |         |         |         |
| メラーノ杯           |         |         |         |         |         |         | 1       |         |         |         |         |         |         |
| シェーファー記念     |         |         |         |         |         | 1       |         |         |         |         |         |         |         |
| ノルディクス         |         |         |         |         |         |         |         |         |         |         |         | 1       |         |
| ネーベルホルン杯     |         |         |         |         | 1       |         |         |         |         |         |         |         |         |

### 2002-2003シーズンまで
| 大会/年              | 2000-01 | 2001-02 | 2002-03 |
| -------------------- | ------- | ------- | ------- |
| 世界選手権           |         |         | 10      |
| 欧州選手権           |         |         | 4       |
| イタリア選手権       |         |         | 1       |
| ネーベルホルン杯     |         |         | 1       |
| 世界Jr.選手権        | 11      | 10      | 3       |
| イタリアJr.選手権    | 1       |         |         |
| JGPファイナル        |         |         | 2       |
| JGP北京              |         |         | 4       |
| JGPクールシュベル    |         |         | 1       |
| JGPトラパネーゼ杯    |         | 6       |         |
| JGPバルト杯          |         | 4       |         |
| JGPピルエッテン      | 9       |         |         |
| JGP B.シュベルター杯 | 7       |         |         |

### 詳細
| 2017-2018 シーズン    |                                                               |         |          |          |
| 開催日                | 大会名                                                        | SP      | FS       | 結果     |
| 2018年3月19日 - 25日  | 2018年世界フィギュアスケート選手権（ミラノ）                  | 1 80.27 | 5 128.61 | 4 208.88 |
| 2018年2月9日 - 25日   | 平昌オリンピック（平昌）                                      | 6 73.15 | 5 139.29 | 5 212.44 |
| 2018年2月9日 - 25日   | 平昌オリンピック 団体戦（平昌）                               | 2 75.10 | -        | 4 団体   |
| 2018年1月18日 - 20日  | 2017-2018欧州選手権（モスクワ）                               | 3 78.30 | 4 125.95 | 3 204.25 |
| 2017年12月13日 - 16日 | 2017-2018イタリア選手権（ミラノ）                             | 1 81.91 | 1 140.43 | 1 222.34 |
| 2017年12月7日 - 10日  | 2017/2018 ISUグランプリファイナル（名古屋）                   | 3 72.82 | 4 141.83 | 4 214.65 |
| 2017年11月10日 - 12日 | ISUグランプリシリーズ NHK杯（大阪）                           | 2 74.57 | 3 137.67 | 2 212.24 |
| 2017年10月20日 - 22日 | ISUグランプリシリーズロステレコム杯（モスクワ）               | 2 74.62 | 2 141.36 | 2 215.98 |
| 2017年10月6日 - 8日   | ISUチャレンジャーシリーズフィンランディア杯（エスポー）       | 3 67.45 | 2 126.31 | 2 193.76 |
| 2017年9月14日 - 17日  | ISUチャレンジャーシリーズロンバルディアトロフィー（ベルガモ） | 2 71.67 | 5 126.69 | 3 198.36 |

| 2016-2017 シーズン     |                                                          |         |          |          |
| 開催日                 | 大会名                                                   | SP      | FS       | 結果     |
| 2017年3月27日 - 4月2日 | 2017年世界フィギュアスケート選手権（ヘルシンキ）         | 8 66.33 | 5 130.50 | 6 196.83 |
| 2017年1月25日 - 29日   | 2017年ヨーロッパフィギュアスケート選手権（オストラヴァ） | 3 72.40 | 2 138.12 | 3 210.52 |
| 2016年12月14日 - 17日  | イタリアフィギュアスケート選手権（エーニャ）             | 1 74.27 | 1 136.70 | 1 210.97 |
| 2016年12月7日 - 10日   | ISUチャレンジャーシリーズ ゴールデンスピン（ザグレブ）   | 1 69.95 | 3 126.28 | 1 196.23 |

| 2013-2014 シーズン    |                                                        |         |          |          |
| 開催日                | 大会名                                                 | SP      | FS       | 結果     |
| 2014年3月24日 - 30日  | 2014年世界フィギュアスケート選手権（さいたま）         | 2 77.24 | 6 126.59 | 3 203.83 |
| 2014年2月6日 - 22日   | ソチオリンピック（ソチ）                               | 3 74.12 | 4 142.61 | 3 216.73 |
| 2014年2月6日 - 22日   | ソチオリンピック 団体戦（ソチ）                        | 2 70.84 | -        | 4 団体   |
| 2014年1月13日 - 19日  | 2014年ヨーロッパフィギュアスケート選手権（ブダペスト） | 3 68.97 | 3 122.42 | 3 191.39 |
| 2013年11月22日 - 24日 | ISUグランプリシリーズ ロステレコム杯（モスクワ）       | 2 67.74 | 1 122.38 | 2 190.12 |
| 2013年11月1日 - 3日   | ISUグランプリシリーズ 中国杯（北京）                   | 2 62.75 | 2 110.65 | 3 173.40 |

| 2012-2013 シーズン    |                                                      |         |          |          |
| 開催日                | 大会名                                               | SP      | FS       | 結果     |
| 2013年3月10日 - 17日  | 2013年世界フィギュアスケート選手権（ロンドン）       | 2 66.86 | 3 131.03 | 2 197.89 |
| 2013年2月21日 - 24日  | 2013年チャレンジカップ（ハーグ）                     | 1 72.81 | 1 126.09 | 1 198.90 |
| 2013年1月21日 - 27日  | 2013年ヨーロッパフィギュアスケート選手権（ザグレブ） | 2 64.19 | 2 130.52 | 1 194.71 |
| 2012年12月19日 - 22日 | イタリアフィギュアスケート選手権（ミラノ）           | 1 70.13 | 1 143.56 | 1 213.69 |
| 2012年12月13日 - 16日 | 2012年ゴールデンスピン（ザグレブ）                   | 1 64.99 | 1 110.03 | 1 175.02 |

| 2011-2012 シーズン     |                                                            |         |          |          |
| 開催日                 | 大会名                                                     | SP      | FS       | 結果     |
| 2012年4月19日 - 22日   | 2012年世界フィギュアスケート国別対抗戦（東京）             | 1 69.48 | 3 116.24 | 2 185.72 |
| 2012年3月26日 - 4月1日 | 2012年世界フィギュアスケート選手権（ニース）               | 3 61.00 | 1 128.94 | 1 189.94 |
| 2012年3月8日 - 11日    | 2012年チャレンジカップ（ハーグ）                           | 1 64.89 | 1 132.84 | 1 197.73 |
| 2012年1月23日 - 29日   | 2012年ヨーロッパフィギュアスケート選手権（シェフィールド） | 1 63.22 | 1 120.33 | 1 183.55 |
| 2011年12月8日 - 11日   | 2011/2012 ISUグランプリファイナル（ケベック・シティー）    | 1 66.43 | 1 121.05 | 1 187.48 |
| 2011年11月18日 - 20日  | ISUグランプリシリーズ エリック・ボンパール杯（パリ）       | 2 59.70 | 3 119.62 | 2 179.32 |
| 2011年11月4日 - 6日    | ISUグランプリシリーズ 中国杯（上海）                       | 1 61.88 | 1 120.26 | 1 182.14 |
| 2011年10月21日 - 23日  | ISUグランプリシリーズ スケートアメリカ（オンタリオ）       | 2 60.23 | 1 117.12 | 2 177.35 |

| 2010-2011 シーズン     |                                                        |         |          |          |
| 開催日                 | 大会名                                                 | SP      | FS       | 結果     |
| 2011年4月25日 - 5月1日 | 2011年世界フィギュアスケート選手権（モスクワ）         | 6 59.75 | 3 124.93 | 3 184.68 |
| 2011年3月31日 - 4月3日 | 2011年ガルデナスプリング杯（ガルデナ）                 | 1 58.24 | 1 109.76 | 1 168.00 |
| 2011年1月24日 - 30日   | 2011年ヨーロッパフィギュアスケート選手権（ベルン）     | 6 53.17 | 1 115.37 | 2 168.54 |
| 2010年12月17日 - 18日  | イタリアフィギュアスケート選手権（ミラノ）             | 1 65.52 | 1 124.22 | 1 189.74 |
| 2010年12月9日 - 12日   | 2010/2011 ISUグランプリファイナル（北京）              | 2 62.13 | 4 116.47 | 2 178.60 |
| 2010年11月11日 - 14日  | ISUグランプリシリーズ スケートアメリカ（ポートランド） | 1 60.28 | 6 94.59  | 3 154.87 |
| 2010年10月22日 - 24日  | ISUグランプリシリーズ NHK杯（名古屋）                  | 1 57.27 | 2 107.34 | 1 164.61 |

| 2009-2010 シーズン       |                                                      |         |          |           |
| 開催日                   | 大会名                                               | SP      | FS       | 結果      |
| 2010年3月22日 - 28日     | 2010年世界フィギュアスケート選手権（トリノ）         | 4 62.20 | 5 115.11 | 6 177.31  |
| 2010年2月12日 - 28日     | バンクーバーオリンピック（バンクーバー）             | 7 63.02 | 19 88.88 | 16 151.90 |
| 2010年1月18日 - 24日     | 2010年ヨーロッパフィギュアスケート選手権（タリン）   | 1 65.80 | 1 107.66 | 1 173.46  |
| 2009年12月19日 - 20日    | イタリアフィギュアスケート選手権（ブレシア）         | 2 53.26 | 2 102.42 | 2 155.68  |
| 2009年11月12日 - 15日    | 2009年メラーノ杯（メラーノ）                         | 1 58.17 | 1 109.23 | 1 167.40  |
| 2009年10月29日 - 11月1日 | ISUグランプリシリーズ 中国杯（北京）                 | 3 61.12 | 7 93.06  | 6 154.18  |
| 2009年10月15日 - 18日    | ISUグランプリシリーズ エリック・ボンパール杯（パリ） | 7 51.26 | 4 96.37  | 6 147.63  |

| 2008-2009 シーズン       |                                                        |         |          |           |
| 開催日                   | 大会名                                                 | SP      | FS       | 結果      |
| 2009年3月23日 - 29日     | 2009年世界フィギュアスケート選手権（ロサンゼルス）     | 5 63.18 | 12 90.38 | 12 153.56 |
| 2009年1月19日 - 25日     | 2009年ヨーロッパフィギュアスケート選手権（ヘルシンキ） | 3 51.36 | 1 114.06 | 2 165.42  |
| 2008年12月18日 - 21日    | イタリアフィギュアスケート選手権（トリノ）             | 1 58.54 | 1 112.55 | 1 171.09  |
| 2008年12月10日 - 14日    | 2008/2009 ISUグランプリファイナル（高陽）              | 4 55.88 | 4 112.13 | 3 168.01  |
| 2008年11月20日 - 23日    | ISUグランプリシリーズ ロシア杯（モスクワ）             | 2 57.02 | 1 113.70 | 1 170.72  |
| 2008年10月30日 - 11月2日 | ISUグランプリシリーズ スケートカナダ（オタワ）         | 7 48.56 | 4 104.20 | 4 152.76  |
| 2008年10月14日 - 17日    | 2008年カールシェーファーメモリアル（ウィーン）         | 3 50.59 | 1 93.07  | 1 143.66  |

| 2007-2008 シーズン       |                                                      |         |          |          |
| 開催日                   | 大会名                                               | SP      | FS       | 結果     |
| 2008年3月17日 - 23日     | 2008年世界フィギュアスケート選手権（ヨーテボリ）     | 1 64.28 | 3 120.40 | 2 184.68 |
| 2008年1月21日 - 27日     | 2008年ヨーロッパフィギュアスケート選手権（ザグレブ） | 1 59.31 | 2 111.97 | 1 171.28 |
| 2007年12月13日 - 16日    | 2007/2008 ISUグランプリファイナル（トリノ）          | 3 59.86 | 3 119.07 | 3 178.93 |
| 2007年11月29日 - 12月2日 | ISUグランプリシリーズ NHK杯（仙台）                  | 1 61.24 | 2 103.45 | 1 164.69 |
| 2007年11月7日 - 11日     | ISUグランプリシリーズ 中国杯（ハルビン）             | 1 60.82 | 4 83.04  | 3 143.86 |
| 2007年10月12日 - 14日    | 2007年フィンランディア杯（ヴァンター）               | 1 58.54 | 4 97.33  | 3 155.87 |
| 2007年9月27日 - 30日     | 2007年ネーベルホルン杯（オーベルストドルフ）         | 1 60.15 | 1 113.38 | 1 173.53 |

| 2006-2007 シーズン   |                                                        |         |          |          |
| 開催日               | 大会名                                                 | SP      | FS       | 結果     |
| 2007年3月19日 - 25日 | 2007年世界フィギュアスケート選手権（東京）             | 3 67.15 | 9 101.77 | 6 168.92 |
| 2007年1月22日 - 28日 | 2007年ヨーロッパフィギュアスケート選手権（ワルシャワ） | 2 60.46 | 1 114.33 | 1 174.79 |
| 2007年1月4日 - 7日   | イタリアフィギュアスケート選手権（トレント）           | 1 60.54 | 1 106.19 | 1 166.73 |

| 2005-2006 シーズン  |                                                                |         |          |          |           |
| 開催日              | 大会名                                                         | 予選    | SP       | FS       | 結果      |
| 2006年3月19日-26日  | 2006年世界フィギュアスケート選手権（カルガリー）               | 4 25.64 | 16 48.95 | 11 97.86 | 12 172.45 |
| 2006年2月10日-26日  | トリノオリンピック（トリノ）                                   | -       | 11 53.77 | 9 99.73  | 9 153.50  |
| 2006年1月16日-22日  | 2006年ヨーロッパフィギュアスケート選手権（リヨン）             | -       | 5 60.04  | 3 112.41 | 3 172.45  |
| 2006年1月5日-8日    | イタリアフィギュアスケート選手権（セスト・サン・ジョヴァンニ） | -       | 1 57.84  | 1 107.14 | 1 164.98  |
| 2005年12月1日-4日   | ISUグランプリシリーズ NHK杯（大阪）                            | -       | 1 58.64  | 7 86.78  | 6 145.42  |
| 2005年10月27日-30日 | ISUグランプリシリーズ スケートカナダ（セントジョンズ）         | -       | 5 49.46  | 8 83.18  | 7 132.64  |

| 2004-2005 シーズン  |                                                      |         |         |          |          |
| 開催日              | 大会名                                               | 予選    | SP      | FS       | 結果     |
| 2005年3月14日-20日  | 2005年世界フィギュアスケート選手権（モスクワ）       | 3 26.45 | 4 60.82 | 4 113.29 | 3 200.56 |
| 2005年1月25日-30日  | 2005年ヨーロッパフィギュアスケート選手権（トリノ）   | -       | 7 49.29 | 7 93.42  | 7 142.71 |
| 2005年1月7日-9日    | イタリアフィギュアスケート選手権（メラーノ）         | -       | 1       | 1        | 1        |
| 2004年11月25日-28日 | ISUグランプリシリーズ ロシア杯（モスクワ）           | -       | 2 57.50 | 10 71.42 | 7 128.92 |
| 2004年11月18日-21日 | ISUグランプリシリーズ エリック・ボンパール杯（パリ） | -       | 2 53.72 | 3 89.78  | 2 143.50 |
| 2004年10月28日-31日 | ISUグランプリシリーズ スケートカナダ（ハリファクス） | -       | 4 50.86 | 5 88.08  | 5 138.94 |

| 2003-2004 シーズン  |                                                        |      |         |          |          |
| 開催日              | 大会名                                                 | 予選 | SP      | FS       | 結果     |
| 2004年3月22日-28日  | 2004年世界フィギュアスケート選手権（ドルトムント）     | 6    | 5       | 6        | 5        |
| 2004年2月2日-8日    | 2004年ヨーロッパフィギュアスケート選手権（ブダペスト） | -    | 5       | 5        | 5        |
| 2003年11月20日-23日 | ISUグランプリシリーズ ロシア杯（モスクワ）             | -    | 6 45.38 | 1 98.15  | 2 143.53 |
| 2003年10月23日-26日 | ISUグランプリシリーズ スケートアメリカ（レディング）   | -    | 7 49.22 | 10 78.07 | 9 127.29 |
| 2003年10月9日-12日  | 2003年フィンランディア杯（ヘルシンキ）                 | -    | 2       | 4        | 4        |

| 2002-2003 シーズン   |                                                            |      |    |    |      |
| 開催日               | 大会名                                                     | 予選 | SP | FS | 結果 |
| 2003年3月24日-30日   | 2003年世界フィギュアスケート選手権（ワシントンD.C.）       | 9    | 4  | 11 | 10   |
| 2003年2月24日-3月2日 | 2003年世界ジュニアフィギュアスケート選手権（オストラヴァ） | 1    | 1  | 5  | 3    |
| 2003年1月20日-26日   | 2003年ヨーロッパフィギュアスケート選手権（マルメ）         | 3    | 7  | 4  | 4    |
| 2002年12月12日-15日  | 2002/2003 ISUジュニアグランプリファイナル（ハーグ）        | -    | 2  | 3  | 2    |
| 2002年10月17日-20日  | ISUジュニアグランプリ 北京（北京）                         | -    | 6  | 3  | 4    |
| 2002年9月26日-29日   | 2002年オンドレイネペラメモリアル（ブラチスラヴァ）         | -    | 2  | 1  | 1    |
| 2002年9月4日-7日     | 2002年ネーベルホルン杯（オーベルストドルフ）               | -    | 2  | 1  | 1    |
| 2002年8月21日-25日   | ISUジュニアグランプリ クールシュヴェル（クールシュヴェル） | -    | 1  | 1  | 1    |

| 2002-2003 シーズン  |                                                        |      |    |    |      |
| 開催日              | 大会名                                                 | 予選 | SP | FS | 結果 |
| 2002年3月3日-10日   | 2002年世界ジュニアフィギュアスケート選手権（ハーマル） | 10   | 9  | 8  | 10   |
| 2001年11月7日-11日  | ISUジュニアグランプリ トラパネーゼ杯（ミラノ）         | -    | 9  | 5  | 6    |
| 2001年10月11日-14日 | ISUジュニアグランプリ バルト杯（グダニスク）           | -    | 4  | 5  | 4    |

| 2001-2002 シーズン   |                                                                |      |    |    |      |
| 開催日               | 大会名                                                         | 予選 | SP | FS | 結果 |
| 2001年2月26日-3月2日 | 2001年世界ジュニアフィギュアスケート選手権（ソフィア）         | 9    | 13 | 9  | 11   |
| 2000年11月2日-5日    | ISUジュニアグランプリ ピルエッテン（ハーマル）                 | -    | 10 | 8  | 9    |
| 2000年10月5日-8日    | ISUジュニアグランプリ ブラオエン・シュベルター杯（ケムニッツ） | -    | 11 | 7  | 7    |

## プログラム使用曲
| シーズン  | SP | FS | EX |
| --------- | --- | --- | --- |
| 2017-2018 | 行かないで 作曲：ジャック・ブレル 振付：ローリー・ニコル | 牧神の午後への前奏曲 作曲：クロード・ドビュッシー 振付：ローリー・ニコル | Bonzo's Montreux 演奏：レッド・ツェッペリン |
| 2016-2017 | 雷神 作曲：喜多郎 モントルーのボンゾ 作曲：レッド・ツェッペリン 振付：ローリー・ニコル | 「ニシ・ドミヌス（主が家を建てられるのでなければ）」より 作曲：アントニオ・ヴィヴァルディ 振付：ローリー・ニコル | 月の光 作曲：クロード・ドビュッシー |
| 2013-2014 | ユーモレスク 作曲：アントニン・ドヴォルザーク 振付：ローリー・ニコルアヴェ・マリア 作曲：フランツ・シューベルト 振付：ローリー・ニコル | バレエ『シェヘラザード』より 作曲：ニコライ・リムスキー＝コルサコフ 振付：ローリー・ニコルボレロ 作曲：モーリス・ラヴェル 指揮：アンドレ・プレヴィン 演奏：ロンドン交響楽団 振付：ローリー・ニコル                      | イマジン 作曲：ジョン・レノン ボーカル：エヴァ・キャシディ |
| 2012-2013 | トランシルバニアの子守唄 映画『ヤング・フランケンシュタイン』より 作曲：ジョン・モリス 演奏：ギル・シャハム、ジョナサン・フェルドマン 悪魔のトリル 作曲：ジュゼッペ・タルティーニ 演奏：アンジェル・デュボー、ラ・ピエタ 振付：ローリー・ニコル | ボレロ 作曲：モーリス・ラヴェル 指揮：アンドレ・プレヴィン 演奏：ロンドン交響楽団 振付：ローリー・ニコル | It's Oh So Quiet ボーカル：ビョーク |
| 2011-2012 | ピアノ三重奏曲第2番 作曲：ドミートリイ・ショスタコーヴィチ 振付：ローリー・ニコル | ピアノ協奏曲第23番 作曲：ヴォルフガング・アマデウス・モーツァルト 振付：ローリー・ニコル | カルメン 作曲：ジョルジュ・ビゼー 振付：ステファン・ランビエールハレルヤ ボーカル：ジェフ・バックリィ                                                                                            |
| 2010-2011 | ガリシアフラメンコ 振付：ローリー・ニコル | 牧神の午後への前奏曲 作曲：クロード・ドビュッシー 振付：ローリー・ニコル | Heavy Cross 演奏：ゴシップMein Herr ボーカル：ライザ・ミネリ |
| 2009-2010 | 夜想曲第20番 作曲：フレデリック・ショパン ヴァイオリン協奏曲 作曲：ピョートル・チャイコフスキー 振付：ローリー・ニコル | G線上のアリア 作曲：ヨハン・ゼバスティアン・バッハ 2つのチェロのための協奏曲 作曲：アントニオ・ヴィヴァルディ 振付：ローリー・ニコル                                                                                    | 消えゆく太陽 曲：ビル・ウィザース |
| 2008-2009 | Mujer Sola by Omette Coleman Canaro en Paris by Scarpino and Calderella | ドゥムキー 作曲：アントニン・ドヴォルザーク黒鳥とジークフリート王子のグラン･パ･ド･ドゥ バレエ『白鳥の湖』より 作曲：ピョートル・チャイコフスキー                                                                        | You are the women ボーカル：ボニー・タイラープリーチャー・マン ボーカル：ダスティ・スプリングフィールドA Te 曲： ジョヴァノッティ Come Sei Veramente Angelo Ribelle 作曲：ジョヴァンニ・アレヴィ |
| 2007-2008 | ライダーズ・オン・ザ・ストーム 作曲：ドアーズ | ドゥムキー 作曲：アントニン・ドヴォルザーク | カロリーナのために 作曲：ロベルト・ウェルナー You are the women ボーカル：ボニー・タイラーPanic 作曲：ジョヴァンニ・アレヴィ                                                                     |
| 2006-2007 | カノン 作曲：ヨハン・パッヘルベル 振付：ローリー・ニコル | 映画『SAYURI』より 作曲：ジョン・ウィリアムズ 振付：ローリー・ニコル | カロリーナのために 作曲：ロベルト・ウェルナー |
| 2005-2006 | ガブリエルのオーボエ 映画『ミッション』より 作曲：エンニオ・モリコーネ | 冬 『四季』より 作曲：アントニオ・ヴィヴァルディ | アヴェ・マリア 作曲：フィリッパ・ジョルダーノ |
| 2004-2005 | 映画『Country』より 作曲：ジョージ・ウィンストン | ピアノ協奏曲第1番 ピアノ協奏曲第3番 作曲：セルゲイ・プロコフィエフ | Fly ボーカル：セリーヌ・ディオン |
| 2003-2004 | Song From A Secret Garden 作曲：シークレット・ガーデン | Poet's Quest Night Flight Reflection 歌劇『トゥーランドット』より 作曲：ジャコモ・プッチーニ 演奏：ヴァネッサ・メイ | Je t'aime encore ボーカル：セリーヌ・ディオン |
| 2002-2003 | カノン 作曲：ヨハン・パッヘルベル | パパ、見守ってください 映画『愛のイエントル』より 作曲：ミシェル・ルグラン 映画『シンドラーのリスト』より 作曲：ジョン・ウィリアムズ 映画『遥かなる大地へ』より 作曲：ジョン・ウィリアムズ 演奏：イツァーク・パールマン | But I Do Love You The Right Kind of Wrong 曲：リアン・ライムス |
| 2000-2001 | 映画『アメリカン・ビューティー』より 作曲：トーマス・ニューマン 映画『トゥルー・ロマンス』より 作曲：ハンス・ジマー | アズール 悲歌 ジプシー音楽 作曲：ジェシ・クック | |